# Ryongnamsan Sports Club
Ryongnamsan Sports Club é um clube multi-esportivo da Coreia do Norte. O clube é pertencente à Universidade Kim Il-sung e a representa no futebol do país.